# Beryl (software)
Beryl è un compositing window manager per X Window System. È un fork di Compiz, anche se i due progetti hanno comunque continuato a seguire strade parallele specialmente nel funzionamento di base del programma. Per tale motivo nell'aprile 2007 le due comunità hanno deciso di riunire i due progetti lasciando al core del software il nome originale "Compiz" ed assegnando ai plug-in sviluppati dalla comunità il nome "Compiz Fusion".

## Origine
Beryl è il nuovo nome del progetto per il ramo Quinnstorm di Compiz, annunciato il 19 settembre 2006 dopo che Quinnstorm e il team di sviluppo decise che il fork era ormai troppo differente dall'originale Compiz iniziato dalla Novell (compiz-vanilla). Dopo che il team Novell XGL/Compiz (soprattutto David Reveman) rifiutò la proposta di unire i cambiamenti di Quinnstorm con compiz-vanilla, la decisione fu presa al fine di sottolineare maggiormente la differenza. Il 14 marzo 2007, è stata pubblicata la versione 0.2.0.

## Differenze
Le maggiori differenze tra Compiz e Beryl, che sono elencate su Beryl FAQ, sono le seguenti:
- Il window decorator, precedentemente conosciuto come cgwd, si chiama ora emerald. Attualmente, un tema cgwd può essere portato a emerald cambiando l'estensione da.cgwd a.emerald.
- Usa un file backend invece di GConf, quasi nessuna dipendenza con GNOME.
- Ha un'ampia varietà di plugin extra, e feature migliorate in altri plugins.
- Ha un decoratore a temi chiamato emerald.
- Ha un gestore dei temi chiamato emerald-theme-manager.
- Cambiamenti frequenti: nuove feature sono aggiunte giornalmente.
- Sostenuto da una comunità a Beryl Project Forums.

## Window decorator
Come Compiz, e diversamente dai tradizionali window manager, Beryl delega il disegno dei bordi delle finestre ad un processo separato, chiamato window decorator. Al momento ce ne sono tre, e prendono tutti il nome secondo beryl, sebbene solo Emerald sia considerato stabile per adesso.
- Emerald: il window decorator di default e fork di cgwd, ha il suo formato per i temi e supporta effetti come l'alpha transparency.
- Heliodor: un fork del gtk-window-decorator di Compiz, supporta i temi Metacity.
- Aquamarine: supporta i temi KWin.

## Plugin
I seguenti plugin sono inclusi nella versione 0.1.99.2.
- General Options: Configurare le impostazioni generali di Beryl (Opzioni di rendering, impostazioni di base del window manager, ecc.)
- A 3D World: Quando si ruota il cubo, le finestre lievitano intorno ad esso come se avessero una profondità
- Animations: Anima le finestre in modi diversi (minimizzazione, chiusura, apertura, ecc.)
- Annotate: permette all'utente di disegnare sullo schermoA
- Application Switcher: Permette di cambiare finestra come in Vista
- Benchmark: Una semplice utility per misurare le performance di Beryl
- Effetti Sfoca: Sfocamento di finestre trasparentie e effetti motion blur
- Clone Output: Output clone handler
- Crash Handler: Lancia un window-manager di riserva se Beryl crasha
- Desktop Cube: Rappresenta i desktop multipli come un cubo
- Desktop Plane: Rappresenta i desktop multipli in un piano
- Fading Windows: Fa apparire/scomparire le finestre alla creazione/distruzione
- Input Enabled Zoom: Permette di zoomare attraverso il mouse e la tastiera
- Move Window: Abilità di muovere le finestre
- Negative: Può fare l'effetto negativo del schermo intero o di una singola finestra
- Place Windows: Posiziona in modo appropriato le finestre quando sono create
- Put: Muove le finestre attorno allo schermo e ai desktop attraverso combinazioni della tastiera
- Resize Window: Abilità di ridimensionare le finestre
- Rotate Cube: Aggiunge l'abilità di ruotare il cubo
- Scale: Expose
- Screenshot: Permette all'utente di salvare uno screenshot
- Set Window Attribs by Various Criteria: Permette di impostare permanentemente attributi alle finestre in base al nome del programma, il tipo di finestra (ToolTip, Dialog, Menu...ecc) o al titolo della finestra
- Show Desktop: Nasconde tutte le finestre usando una combinazione
- Splash: Mostra uno splash all'avvio
- Trailfocus: Le finestre scompaiono in base all'inattività
- Water Effect: Crea pioggia nello schermo
- Window Decorations: Disegna i bordi delle finestre
- Window Grouper: Permette di creare e manipolare gruppi di finestre assieme
- Wobbly Windows: Fa muovere le finestre come gelatina
- Zoom Desktop: Vecchia versione di Input Enabled Zoom con l'opzione per le combinazioni con il mouse e la tastiera